# 第一次小皮特內閣
1783年至1801年期間，小威廉·皮特領導大不列顛王國政府。隨著《1800年联合法令》獲大不列顛國會和愛爾蘭國會通過，大不列颠及爱尔兰联合王国隨之成立。皮特繼續領導政府，直至聯合王國立國後一個月，因在天主教解放問題上與英皇喬治三世出現分歧而請辭。

## 內閣
| 職位                      | 閣員 | 閣員         | 上任           | 離任           | 政黨          |
| ------------------------- | ---- | ------------ | -------------- | -------------- | ------------- |
| - 第一財政大臣 - 財政大臣 |      | 小威廉·皮特* | 1783年12月19日 | 1801年3月14日  | 托利黨        |
| 大法官                    |      | 輝樂勳爵     | 1783年12月23日 | 1792年6月      | 托利黨        |
| 大法官                    |      | 樂堡勳爵     | 1793年1月28日  | 1801年4月14日  | 無黨籍        |
| 樞密院議長                |      | 高華伯爵     | 1783年12月19日 | 1784年12月1日  | 托利黨        |
| 樞密院議長                |      | 劍頓伯爵     | 1784年12月1日  | 1794年4月18日  | 托利黨        |
| 樞密院議長                |      | 佛威廉伯爵   | 1794年7月1日   | 1794年12月17日 | 輝格黨 (英國) |
| 樞密院議長                |      | 文士菲伯爵   | 1794年12月17日 | 1796年9月1日   | 托利黨        |
| 樞密院議長                |      | 漆咸伯爵     | 1796年9月21日  | 1801年7月30日  | 無黨籍        |
| 掌璽大臣                  |      | 律倫公爵     | 1783年12月23日 | 1784年11月27日 | 無黨籍        |
| 掌璽大臣                  |      | 高華伯爵     | 1784年11月27日 | 1794年         | 托利黨        |
| 掌璽大臣                  |      | 施賓塞伯爵   | 1794年         | 1794年7月16日  | 輝格黨 (英國) |
| 掌璽大臣                  |      | 漆咸伯爵     | 1794年7月16日  | 1798年2月14日  | 無黨籍        |
| 掌璽大臣                  |      | 韋斯磨倫伯爵 | 1798年2月14日  | 1806年2月5日   | 托利黨        |
| 外交大臣                  |      | 譚寶伯爵     | 1783年12月19日 | 1783年12月23日 | 托利黨        |
| 外交大臣                  |      | 列斯公爵     | 1783年12月23日 | 1791年5月      | 托利黨        |
| 外交大臣                  |      | 根維勳爵     | 1791年6月8日   | 1801年2月20日  | 托利黨        |
| 外交大臣                  |      | 何士巴利勳爵 | 1801年2月20日  | 1804年5月14日  | 托利黨        |
| 陸軍大臣                  |      | 亨利·登打士  | 1794年7月11日  | 1801年3月17日  | 托利黨        |
| 戰時大臣                  |      | 威廉·溫咸    | 1794年         | 1801年         | 輝格黨 (英國) |
| 內政大臣                  |      | 譚寶伯爵     | 1783年12月19日 | 1783年12月23日 | 托利黨        |
| 內政大臣                  |      | 悉尼勳爵     | 1783年12月23日 | 1789年6月5日   | 輝格黨 (英國) |
| 內政大臣                  |      | 根維勳爵     | 1789年6月5日   | 1791年6月8日   | 托利黨        |
| 內政大臣                  |      | 亨利·登打士  | 1791年6月8日   | 1794年7月11日  | 托利黨        |
| 內政大臣                  |      | 波特蘭公爵   | 1794年7月11日  | 1801年7月30日  | 托利黨        |
| 第一海軍大臣              |      | 何奧子爵     | 1783年         | 1788年         | 無黨籍        |
| 第一海軍大臣              |      | 漆咸伯爵     | 1788年         | 1794年         | 無黨籍        |
| 第一海軍大臣              |      | 施賓塞伯爵   | 1794年         | 1801年         | 輝格黨 (英國) |
| 第一海軍大臣              |      | 聖雲遜伯爵   | 1801年         | 1804年         | 輝格黨 (英國) |
| 軍需長官                  |      | 列治文公爵   | 1784年         | 1795年         | 托利黨        |
| 軍需長官                  |      | 康和理士侯爵 | 1795年         | 1801年         | 無黨籍        |
| 貿易局主席                |      | 利物浦伯爵   | 1786年8月23日  | 1804年6月7日   | 托利黨        |
| 爱尔兰总督                |      | 諾定頓伯爵   | 1783年5月3日   | 1784年2月12日  | 無黨籍        |
| 爱尔兰总督                |      | 律倫公爵     | 1784年2月12日  | 1787年10月27日 | 無黨籍        |
| 爱尔兰总督                |      | 白金漢侯爵   | 1787年10月27日 | 1789年10月24日 | 托利黨        |
| 爱尔兰总督                |      | 韋斯磨倫伯爵 | 1789年10月24日 | 1794年12月13日 | 托利黨        |
| 爱尔兰总督                |      | 佛威廉伯爵   | 1794年12月13日 | 1795年3月13日  | 輝格黨 (英國) |
| 爱尔兰总督                |      | 劍頓伯爵     | 1795年3月13日  | 1798年6月14日  | 托利黨        |

### 閣僚變動
- 1784年3月：時任掌璽大臣律倫公爵開始兼任爱尔兰总督。
- 1784年12月：高華勳爵（1786年起為施他佛勳爵）接替律倫公爵為新任掌璽大臣（律倫公爵續任愛爾蘭總督）；劍頓勳爵則接替高華勳爵為新任樞密院議長。
- 1787年11月：白金漢伯爵接替律倫公爵為愛爾蘭總督。
- 1788年7月：首相胞兄漆咸勳爵接替何奧勳爵為新任第一海軍大臣。
- 1789年6月：威廉·根維（1790年起獲根維勳爵）接替悉尼勳爵為新任內政大臣。
- 1789年10月：韋斯磨倫勳爵接替白金漢伯爵為新任愛爾蘭總督。
- 1791年6月：
  - 根維勳爵接替列斯公爵（1789年前為卡馬芬勳爵）為新任外交大臣。
  - 亨利·登打士接替根維勳爵為新任內政大臣。
  - 何士巴利勳爵（1796年起為利物浦伯爵）入閣出任貿易局主席。
- 1792年6月：輝樂勳爵辭任大法官，大法官一職成為委員會。
- 1793年1月：樂堡勳爵接任大法官。
- 1794年7月：
  - 佛威廉勳爵接替劍頓勳爵為新任樞密院議長。
  - 登打士出任陸軍大臣；波特蘭公爵接替他為新任內政大臣。
  - 施賓塞勳爵接替施他佛勳爵出任掌璽大臣。
  - 威廉·溫咸入閣出任陸軍大臣。
- 1794年12月：
  - 漆咸勳爵與施賓塞勳爵互換職位，前者接任掌璽大臣，後者接任首席海軍大臣。
  - 佛威廉勳爵接替韋斯磨倫勳爵為新任愛爾蘭總督。
  - 文士菲勳爵接替佛威廉勳爵為新任樞密院院長。
- 1795年2月：康和理士勳爵接替列治文公爵為新任軍需長官。
- 1795年3月：劍頓勳爵接替佛威廉為新任愛爾蘭總督。
- 1796年9月：時任掌璽大臣漆咸勳爵接替文士菲勳爵，兼任樞密院議長。
- 1798年2月：掌璽大臣韋斯磨倫勳爵接替漆咸勳爵為新任掌璽大臣，漆咸勳爵續任樞密院議長。
- 1798年6月：時任軍需長官康和理士勳爵接替劍頓勳爵，兼任愛爾蘭總督。
- 1801年2月：根維勳爵、施賓塞勳爵和溫咸勳爵辭任閣員，何士巴利勳爵和聖雲遜勳爵分別接替前兩人，溫咸則未有接班人。

## 引用
1. ↑  Wakeman 1909
2. ↑  Porritt 1909，第461頁